# بلشوشارد
بلشوشارد (به مجاری:  Belsősárd) یک منطقهٔ مسکونی در مجارستان است که در ناحیه لنتی واقع شده‌است.